# Cadorna FN
Cadorna FN is een metrostation in de Italiaanse stad Milaan dat werd geopend op 1 november 1964 en wordt bediend door de lijnen 1 en 2 van de metro van Milaan.

## Geschiedenis
In 1879 opende de Ferrovie Nord (FN) haar Milanese kopstation voor de treindiensten naar Saronno en Ebba aan het Piazza Ferrovie Nord. Het plein en het station zijn later genoemd naar Maarschalk Luigi Cadorna, de Italiaanse opperbevelhebber tijdens de Eerste Wereldoorlog. Het kopstation werd in 1943 gebombardeerd en in 1956 werd het nieuwe stationsgebouw opgeleverd. In 1957 begon de aanleg van de metro bijna 2 km ten westen van het station. In 1960 was het Piazza Cadorna uitgegraven ten behoeve van de bouw van het metrostation. Van meet af aan kreeg het een ruime verdeelhal omdat het moest dienen als overstappunt tussen de twee metrolijnen en het voorstadsverkeer op de Ferrovie Nord Milano. De ruwbouw voor lijn 2 werd tegelijk met de  perrons voor lijn 1 gebouwd zodat het plein later niet weer open hoefde. Ook de tunnelbuizen aan de oostkant, onder de Via Marco Minghetti, werden tot en met de kruising van beiden onder het kasteel eveneens aangelegd. Als gevolg van het besluit, eind jaren 60, om lijn 2 met bovenleiding te exploiteren moest deze kruising tijdens de bouw van het baanvak Garibaldi FS – Cadorna qua doorrijhoogte worden aangepast waardoor de aanleg van dat stuk werd vertraagd. Lijn 1 werd op 1 november 1964 geopend, lijn 2 bereikte Cadorna FN pas op 3 maart 1978. Op 30 oktober 1983 kon ook worden doorgereden naar het zuiden toen het stuk naar Porta Genova werd geopend.

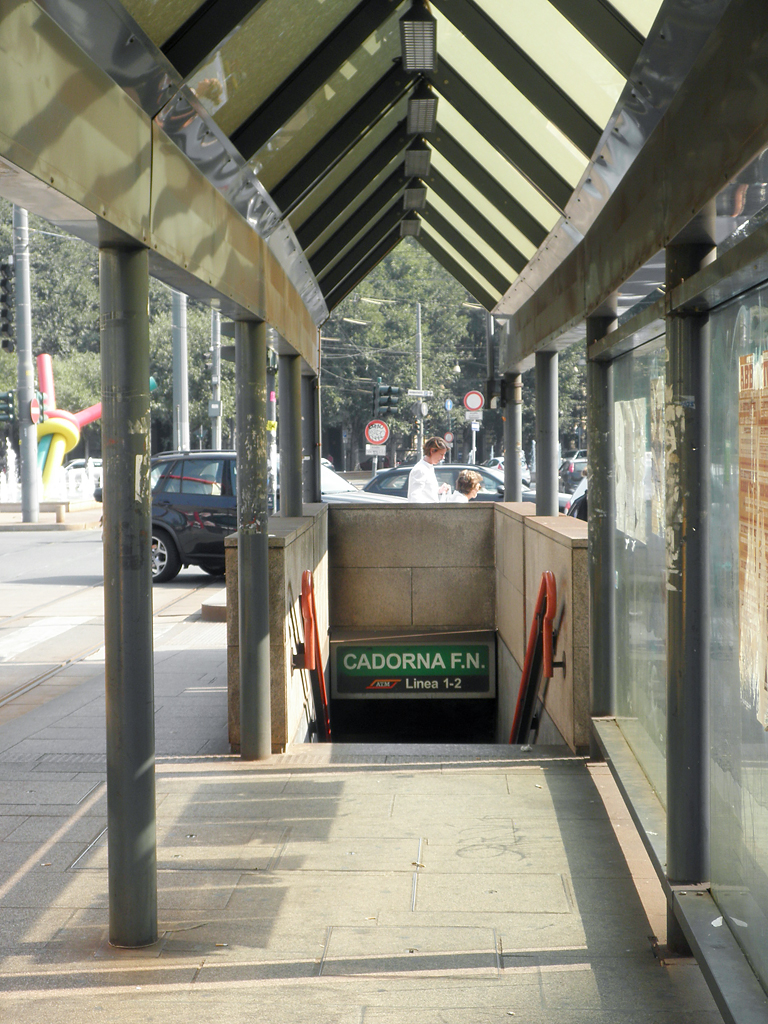
De trap van de westelijke toegang bij de tramhalte.
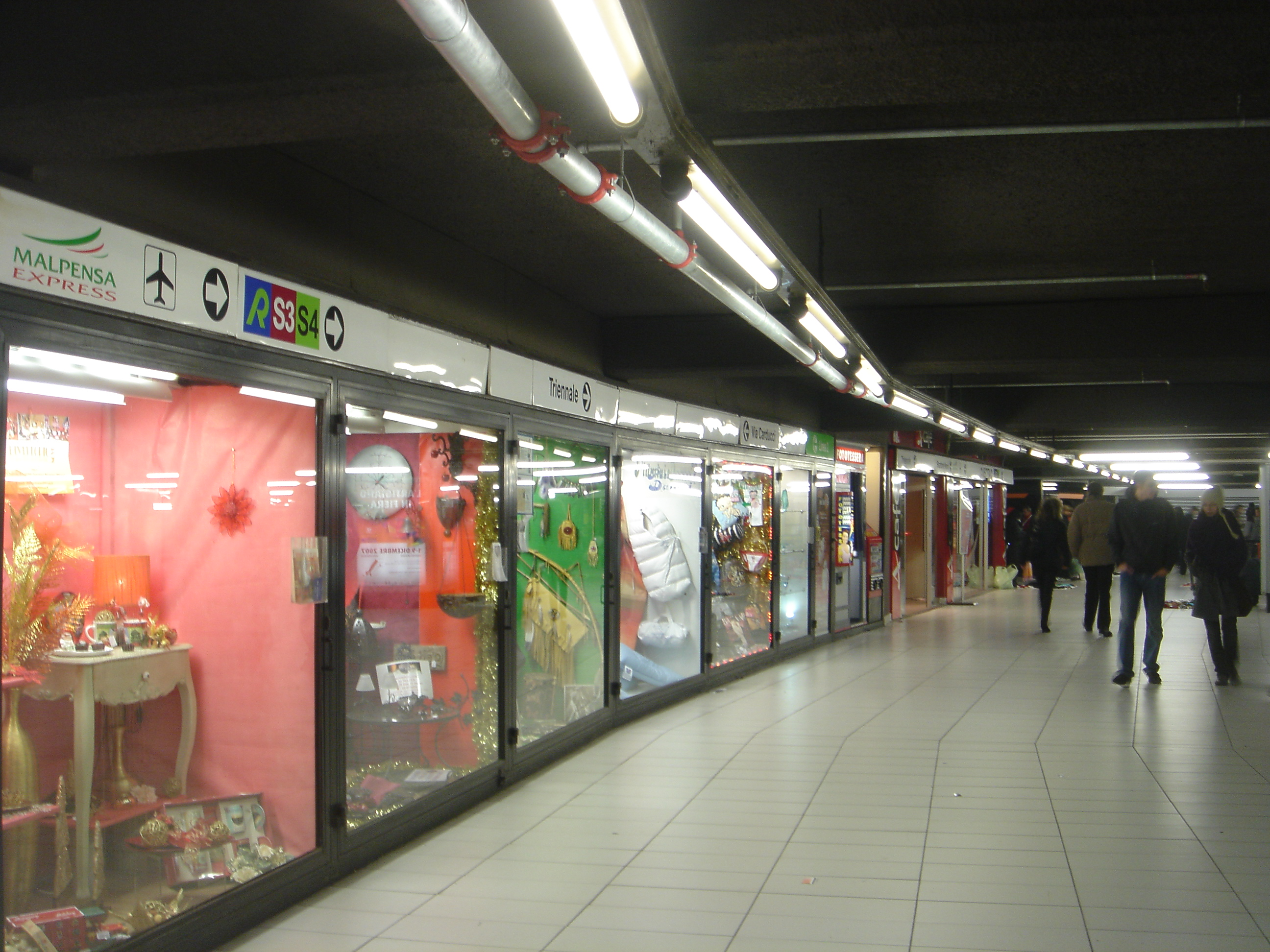
De vitrines tegen de zuidwand van de voetgangerstunnel.
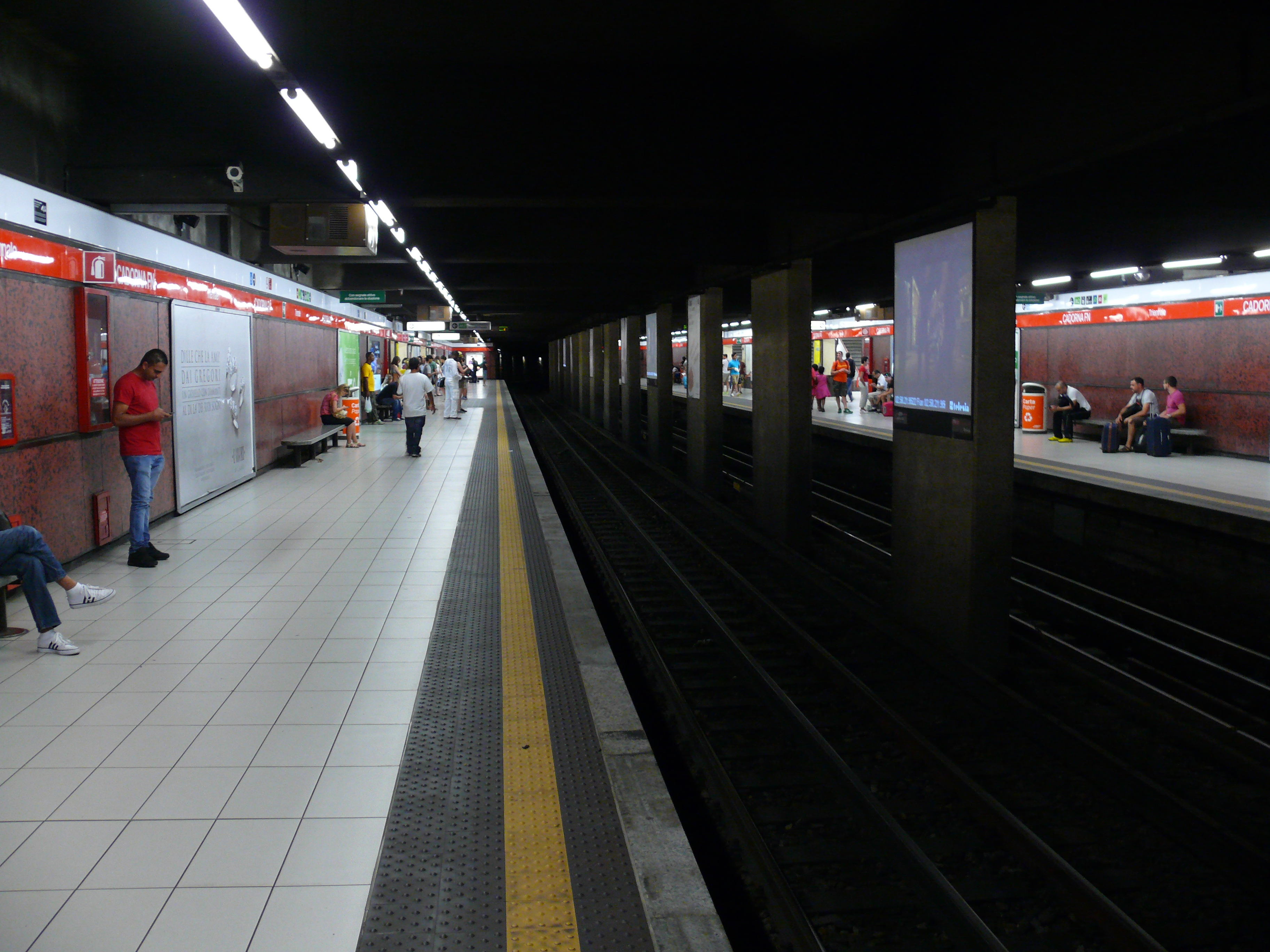
De perrons van lijn 1

## Ligging en inrichting
Het station heeft de vorm van een taartpunt met de ronde kant aan de zuidwestkant van het plein. Het station kent drie toegangen waarvan de westelijke direct voor het kopstation ligt en de andere twee op de hoeken van het plein en de Via Giosue Carducci. Deze toegangen komen uit op een brede voetgangerstunnel die aan de ronde kant van het station ligt. De zeer ruime verdeelhal is met toegangspoortjes gescheiden van deze voetgangerstunnel. Iedere lijn heeft een rijtoegangspoortjes die herkenbaar zijn aan de plinten in de respectievelijke lijnkleuren rondom. De twee sporen van lijn 1 lopen van uit het westen onder de Via Giovanni Boccacio en buigen bij het station af zodat de perrons recht tussen die straat en de Via Marco Minghetti liggen. De sporen en perrons van lijn 2 liggen in het verlengde van de Via Giosue Carducci en buigen bij de Via Marco Minghetti af zodat ze parallel aan die van lijn 1 onder die straat lopen. Ten zuiden van het station kent lijn 2 een kruiswissel waardoor metrostellen daar kunnen keren. Beide lijnen kennen zijperrons waarvan de binnenste door een driehoekige hal aan elkaar verbonden zijn zodat de overstappers tussen lijn 1 richting noord en lijn 2 richting zuid op hetzelfde niveau van lijn kunnen wisselen. 